# Sid Grauman
Sid Grauman, né le 17 mars 1879 à Indianapolis et mort le 5 mars 1950 à Beverly Hills, est un forain qui a créé la salle de cinéma Grauman's Chinese Theatre, salle qui accueillit et accueille toujours les grandes avant-premières.